# Ore no Kanojo to Osananajimi ga Shuraba Sugiru
Ore no Kanojo to Osananajimi ga Shuraba Sugiru (俺の彼女と幼なじみが修羅場すぎる lit. Mi novia y mi amiga de la infancia se pelean?), abreviada como Oreshura, es una novela ligera japonesa escrita por Yuji Yuji e ilustrada por Ruroo. El primer volumen fue publicado por la editorial SoftBank Creative en la revista GA Bunko en febrero del 2011. Se han publicado 15 volúmenes hasta su finalización en febrero de 2022.
Una adaptación un anime por A-1 Pictures se estrenó el 7 de enero de 2013. Una adaptación al manga ilustrado por Nanasuke comenzó a serializarse a partir de junio del 2011 en la revista Gangan Joker.

## Argumento
Eita Kidō es un estudiante de escuela secundaria que tiene un único objetivo en la vida: dedicarse a estudiar incansablemente para lograr alcanzar su meta y obtener una recomendación universitaria para acceder a un buen programa de medicina. Debido al divorcio y abandono de sus padres, Eita se prometió a sí mismo rechazar todo lo relacionado con el romance o el amor y dedicarse únicamente al estudio, pero el destino no se lo permitirá, pues la nueva belleza de la escuela, Masuzu Natsukawa, quien acaba de regresar a Japón, decide entrar en la vida de Eita de la manera más inesperada, obligándolo a enfrentar lo que juro rechazar. Como si aquello fuera poco, su amiga de la infancia quien ha estado con él desde la escuela primaria, Chiwa Harusaki, no dejará que le roben a Eita sin luchar.

## Personajes
Eita Kidō (季堂 鋭太 Kidō Eita?)
Seiyū: Junji Majima (drama CD), Ryōta Ōsaka (anime)
Eita es el personaje principal de la historia, él tiene como objetivo principal lograr conseguir la recomendación de la preparatoria hanenoyama, quien solo tiene en cuenta a sus mejores estudiantes, para así poder acceder a una buena universidad pública y entrar a un programa de medicina con una beca pagada. Él es muy inteligente y serio en sus estudios, logrando posicionarse siempre en el primer lugar de las calificaciones en los exámenes de la escuela. Eita siente una gran desconfianza hacia el amor y el romance a causa de que sus padres lo abandonaron en tercer grado de secundaria para ir tras sus amantes luego de divorciarse, razón por la cual se auto-denomina una persona "anti-romance" o "anti-Amor", llegando incluso a estipularse ciertas reglas para evitar el amor como las siguientes; 1. El estudio es lo primero, 2. El amor es innecesario y peligroso, 3. Hay que tener cuidado para que la gente no piense que se es gay. Se puso de manifiesto que durante su escuela secundaria, sufría Chūnibyō (Síndrome del Octavo Grado o Megalomanía juvenil), denominándose a sí mismo como "Bruning Fighting Fighter". Sin embargo, tras el divorcio de sus padres y el accidente de Chiwa, abandonó sus ilusiones y rechazó el romance, con la intención de convertirse en un médico para encontrar una manera de curar completamente la lesión de su mejor amiga, pese a que aparentemente sus delirios adolescentes son cosa del pasado, en situaciones altamente emocionales suelen resurgir.
Masuzu Natsukawa (夏川 真涼 Natsukawa Masuzu?)
Seiyū: Chiwa Saitō (drama CD), Yukari Tamura (anime)
Masuzu  es la compañera de Eita y la fundadora del club de recreación para las jóvenes doncellas, que busca que sus miembros encuentren la popularidad. Ella es una hermosa chica de cabello plateado y grandes atributos físicos, quien pasó nueve años en el extranjero. Desde su llegada a la escuela es considerada como la chica más bella por lo que constantemente recibe confesiones amorosas, rechazándolas continuamente. Masuzu al igual que Eita, odia todo lo referente al romance, motivo por el cual ella utiliza el cuaderno perdido de Eita, donde el registró sus múltiples delirios, para chantajearlo logrando así que se convierta en su novio falso y así dejen de molestarla. Al principio la relación de ella con Eita se basa en un engaño para librarse de sus seguidores masculinos pero conforme trascurre el tiempo comienza a desarrollar sentimientos hacia Eita, suele leer el cuaderno de delirios de Eita al iniciar cualquier lección del club de recreación para las jóvenes doncellas con la finalidad de torturarlo y tomar de ahí ideas para la lección. Cuando Masuzu está junto a Eita, suele ser valiente y serena, pero cuando ella está sola adquiere una personalidad malvada y retorcida. Su relación familiar es complicada, especialmente con su padre, lo que hizo formar su personalidad retorcida. Al igual que Chiwa, ella es una cocinera terrible. Además, es una fanática de la serie JoJo's Bizarre Adventure al igual que Eita, ya que colecciona el manga y suele citar pasajes del mismo.
Chiwa Harusaki (春咲 千和 Harusaki Chiwa?)
Seiyū: Aki Toyosaki (drama CD), Chinatsu Akasaki (anime)
Chiwa es la amiga de infancia de Eita, tiene una personalidad tosca, infantil e ingenua y sueña con ser popular, ella siempre ha estado al lado de Eita, convirtiéndose en el principal apoyo para él, luego de ser abandonado por sus padres. Chiwa es normalmente llamada "Chiwawa" (chihuahua) por sus amigos debido a que su aspecto físico (cuerpo pequeño y un par de coletas que se asemejan a las orejas del cachorro), les recuerda mucho a este simpático canino. Ella solía ser parte del Club de Kendo, pero tuvo que parar debido a una lesión crítica que tuvo a causa de un accidente automovilístico un año antes de entrar en la escuela secundaria, siendo ella la razón que motiva a Eita en un principio para decidirse por seguir una carrera en el ámbito de la medicina, a fin de encontrar una manera de curar completamente la lesión de ella. Chiwa es terca y testaruda lo que la lleva a no darse por vencida fácilmente en sus metas, antes de que "el club de recreación para las jóvenes doncellas con sede en el salón del club de te" fuera creado no tenía una motivación que la hiciera feliz, el club y la idea de ser popular se convirtieron en su nueva meta, suele estar en una constante lucha con las demás protagonistas por el afecto de Eita. Le encanta comer y sobre todo le gusta la carne, pero es una pésima cocinera, por lo cual constantemente cena en la casa de Eita, obligándolo a que cocine lo que ella se le antoja, aunque generalmente es carne (en las novelas ligeras ella comienza a mejorar su habilidad para cocinar para Eita). Ella siempre ha tenido sentimientos románticos por Eita pero debido a que es demasiado tímida nunca se lo ha confesado, situación que comienza a cambiar con la interferencia de Masuzu.
Himeka Akishino (秋篠 姫香 Akishino Himeka?)
Seiyū: Hisako Kanemoto (anime)
Himeka es una chica que sufre Chūnibyō, creyendo que en su vida anterior fue "Burning Princess San Dragon Lady of Dawn". Después de ver el incidente en la cita de Chiwa, donde Eita pierde el control de sí mismo y revela algunos de sus delirios adolescentes, comienza a creer que ella y Eita fueron pareja en su vida pasada, llegando a la conclusión de que están destinados a estar juntos de nuevo. A pesar de que ella tiene delirios adolescentes sueles ser muy tranquila y serena, respondiendo a muchas preguntas asintiendo con la cabeza. Debido a su nombre muchos de sus compañeros y amigos a menudo la llaman "princesa" (姫 hime?). El motivo por el cual ella se vuelve Chūnibyō es una referencia a la serie Chūnibyō Demo Koi ga Shitai!
Ai Fuyuumi (冬海 愛衣 Fuyuumi Ai?)
Seiyū: Ai Kayano (anime)
Ai Fuyumi es también una amiga de la infancia de Eita, aunque ella se mudó diez años atrás por lo cual él no la recuerda muy bien. Ella y Eita se conocieron un año antes de que el conociera a Chiwa ganándole en antigüedad como amiga de infancia, pero perdiendo ante el tiempo que lleva Chiwa al lado de Eita. Ai es miembro del comité estudiantil, posición que utilizó para intentar detener el club, aprovechando que rompió las reglas de límite mínimo de miembros, con la finalidad de evitar cualquier acercamiento tanto entre Chiwa y Eita así como entre Masuzu y Eita. Ella más tarde decide unirse al club con la finalidad de ganar el amor de Eita y obligarlo a que cumpla su promesa de infancia, donde por medio de un registro de matrimonio improvisado él aceptó casarse con ella en el futuro. Sin embargo, nadie más, excepto Eita y Ai sabe sobre esto. A menudo sufre delirios adolescentes donde ella y Eita son una pareja. Es muy orgullosa, razón que la lleva a mentir acerca de tener un novio en la universidad para evitar sentirse inferior.
Saeko Kiryū (桐生 冴子 Kiryū Saeko?)
Seiyū: Kaori Nazuka (anime)
Saeko es la tía de Eita, quien vive con él y se hizo cargo de él cuando sus padres se separaron. Ella trabaja en una compañía de programación de juegos que hace la mayoría de los videojuegos bishōjo, ella es una experta en este tipo de juegos y siempre hace analogías del mundo con respecto a estos. Saeko es una adicta al trabajo que puede sobrevivir durante largos períodos de tiempo sin dormir, aunque, posteriormente pasa un periodo similar durmiendo.
Kaoru Asoi (遊井 カオル Asoi Kaoru?)
Seiyū: Risa Taneda (anime)
Kaoru es el mejor amigo de Eita y también su compañero de clase, él solía sentarse al lado de Eita, pero durante la repartición de puestos de la clase quedó relegado al otro lado del salón. Se hace alusión en la historia que en realidad él podría ser una niña debido a su apariencia Bishōnen. Kaoru también es un amigo de infancia muy cercano a Ai Fuyuumi.
Mana Natsukawa (夏川 真那 Natsukawa Mana?)
Seiyū: Nao Tōyama (anime)
Mana es la hermana pequeña de Masuzu, ella siempre es vista con su guardaespaldas al lado en todo momento. Ella quiere que su hermana mayor vuelva a Suecia con ella, por lo que le informa a su padre todas sus actividades con la finalidad de que este la lleve de vuelta a casa. La relación de Mana y Masuzu se muestra como complicada, conflictiva e incluso competitiva, pero a pesar de todo esto, Mana parece amar sinceramente a su hermana.

## Media

### Novelas ligeras
Ore no Kanojo to Osananajimi ga Shuraba Sugiru comenzó como una serie de novelas ligeras escritas por Yuji Yuji, con ilustraciones de Ruroo. El primer volumen fue publicado el 15 de febrero de 2011 bajo el sello SoftBank Creative's GA Bunko imprint; al 29 de abril de 2020, trece volúmenes se han publicado, esperando el próximo 14 de mayo la salida del siguiente.

### Manga
Una adaptación a manga ilustrada por Nanasuke, comenzó a serializarse en el año 2011 con el número de julio de la revista de Square Enix's Gangan Joker manga magazine. El primer volumen Tankōbon se publicó el 15 de diciembre de 2011; El tercer volumen fue lanzado el 14 de julio de 2012. Un manga Yonkoma, ilustrado por Marimo y titulado Ore no Kanojo to Osananajimi ga Shuraba Sugiru 4-koma (俺の彼女と幼なじみが修羅場すぎる4コマ), comenzó su serialización en la revista Square Enix's Young Gangan el 21 de octubre de 2011. El primer volumen del manga de ilustración de Marimo fue lanzado el 14 de julio de 2012 y en el 13 de enero de 2013 se publicó el segundo manga.
Una tercera entrega del manga, ilustrada por Shinya Inase y titulado Ore no Kanojo to Osananajimi ga Shuraba Sugiru+H (俺の彼女と幼なじみが修羅場すぎる+H), fue publicado en Square Enix's Big Gangan entre el 25 de octubre de 2011 y el 25 de octubre de 2012. Dos volúmenes del manga de Inase fueron lanzados: el primero el 14 de julio de 2012 y el segundo el 22 de diciembre de 2012. Una cuarta entrega del manga, ilustrada por Mutsutake y titulado Ore no Kanojo to Osananajimi ga Shuraba Sugiru Ai (俺の彼女と幼なじみが修羅場すぎる 愛), comenzó la serialización en el Big Gangan el 25 de diciembre de 2012.
Una quinta entrega, ilustrada por Ruroo y titulado Ore no Kanojo to Osananajimi ga Shuraba comic anthology (俺の彼女と幼なじみが修羅場すぎる コミックアンソロジー)  fue lanzado el 22 de marzo de 2013.

### Anime
La novela ligera cuenta con una adaptación al anime, producida por A-1 Pictures y dirigida por Kanta Kamei. Su trasmisión en Japón inició el 6 de enero de 2013 y finalizó el 30 de marzo de 2013. Cuenta con 13 episodios y fueron adaptados los primeros 4 volúmenes de la novela ligera. El anime se trasmite por Crunchyroll con subtítulos en inglés. El tema de apertura está a cargo de "Girlish Lover" por Chinatsu Akasaki, Yukari Tamura, Hisako Kanemoto y Ai Kayano, y el tema de cierre es "W:Wonder Tale" por Yukari Tamura.

#### Episodios
En la siguiente tabla se listan los episodios de la serie, su rōmaji y kanji correspondiente, y la fecha de emisión en Japón.

| N.º | Título | Fecha de emisión original |
| --- | ------ | ------------------------- |

| # | Título | Estreno               |
| --- | --- | --------------------- |
| 01 | «El comienzo de mi vida escolar es un campo de batalla» «Koko Seikatsu no Sutato wa Shuraba» (高校生活のスタートは修羅場)                             | 6 de enero de 2013    |
| Un joven llamado Eita entra en la escuela secundaria Hanenoyama con el firme objetivo de conseguir una recomendación universitaria y así acceder a un buen programa de medicina. Su única meta en la vida es centrarse únicamente en sus estudios, el rechaza la idea de enamorarse firmemente, principalmente a causa del divorcio de sus padres y el abandono que sufrió por parte de ellos, quienes decidieron irse tras sus nuevos amantes. Un día Eita conoce a Masuzu, la belleza popular de la escuela, quien acaba de regresar al país, ella decide entrar en su vida de una manera muy inesperada, forzando a Eita a enfrentar finalmente la posibilidad de amar, pero Chiwa, su amiga de la infancia y quien se había resignado a que Eita no se enamoraría de Nadia ni siquiera de ella, no está dispuesta a permitirlo, ella no lo dejara ir sin dar pelea. | |                       |
| 02 | «Crear un nuevo club es un campo de batalla» «Atarashii Bu o Kessei Shite Shuraba» (新しい部を結成して修羅場)                                         | 13 de enero de 2013   |
| Chiwa enojada enfrenta a Eita sobre el rumor de que él tiene novia, cosa que confirma al verlos juntos. Chiwa le grita a Eita que ella va a ser popular en poco tiempo y que conseguirá un novio también. Masuzu decide hacer un club para ayudar a Chiwa a ser popular aunque termina adrede arrojándola en situaciones muy embarazosas. | |                       |
| 03 | «Lágrimas de una amiga de la infancia en la zona de guerra» «Osananajimi no Namida de Shuraba» (幼なじみの涙で修羅場)                                 | 20 de enero de 2013   |
| El nuevo plan de Masuzu para hacer a Chiwa popular es el de ampliar su experiencia y vida por medio de actuaciones en las que aparenta ser algo que no es, pero ¿cuánto tiempo puede ella mantener el engaño exitosamente?. | |                       |
| 04 | «Luchar por un chico es un campo de batalla» «Otoko no Tatakai wa Shuraba» (男の戦いは修羅場)                                                         | 27 de enero de 2013   |
| Después de la lección anterior del club donde Chiwa tuvo éxito y consiguió una cita, al día siguiente Eita se levanta temprano para espiar a la primera cita de Chiwa con Sakagami. Mientras tanto Masuzu tiene la misma idea, por lo que se topan ellos dos en la calle espiando a Chiwa, aunque el motivo de Eita es protegerla el de Masuzu es otro... | |                       |
| 05 | «La Verdad de una carta de amor es un campo de batalla» «Rabu Reta no Shinso wa Shuraba» (ラブレターの真相は修羅場)                                   | 3 de febrero de 2013  |
| Eita llega al instituto y encuentra en el casillero de zapatos de la entrara una carta de amor nueva diariamente de la misma persona, considerando una posible broma las cartas principalmente por la manera en la que esta chica desconocida se expresa en ellas, antes de que pueda hacer frente a una nueva chica, aparece Himeka Akishino, y lo abraza delante de Masuzu y Chiwa, mientras se proclama su antigua Exnovia de una vida pasada. | |                       |
| 06 | «Un campo de batalla de un mundo roto y gris» «Haiiro no Sekai o Kirisaku Shuraba» (灰色の世界を切り裂く修羅場)                                       | 10 de febrero de 2013 |
| Eita y los demás miembros del aún no oficial club de recreación para las jóvenes doncellas con sede en el salón del club de té, se ven obligados a limpiar la piscina después de haber sido capturados por los monitores de pasillo incumpliendo con las reglas. Mana se presenta una vez más y lo mismo ocurre con una pelirroja monitora de sala, llamada Ai fuyuumi. | |                       |
| 07 | «Un campo de batalla en clases de verano» «Kaki Koshu na no ni Shuraba» (夏期講習なのに修羅場)                                                        | 17 de febrero de 2013 |
| El club de recreación para las jóvenes doncellas con sede en el salón del club de te es cerrado por Ai, al no cumplir con el límite mínimo de miembros. Eita asiste a las clases de verano, junto con Ai y su amigo de la infancia Kaoru. Masuzu busca un punto débil en Ai, para chantajearla y así obligarla a mantener el club abierto, por lo que le ordena a Eita que confirme si el novio del que Ai alardea tanto es real o falso, de ser falso planea chantajearla con la humillación pública si no mantiene el club abierto. | |                       |
| 08 | «Ir al cine en cita doble es un campo de batalla» «Eigakan W Deto de Shuraba» (映画館Wデートで修羅場)                                                 | 24 de febrero de 2013 |
| Eita y chiwa salen en una cita doble con Kaoru y Ai, con la finalidad de exponer las debilidades de Ai y así chantajearla para que no cierre el club de recreación para jóvenes doncellas, con sede en el salón del club de té. Durante la cita Chiwa y Ai terminan discutiendo entre sí mientras miran la película, ya que esta presenta una situación similar a la que están viviendo ambas con Eita, Revelándose el fuerte sentimiento que tiene Ai. | |                       |
| 09 | «Las promesas que regresan son un campo de batalla» «Yomigaeru Yakusoku wa Shuraba» (よみがえる約束は修羅場)                                          | 3 de marzo de 2013    |
| Eita descubre un cuaderno lleno de delirios adolescentes románticos pertenecientes a Ai fuuyumi en el salón de clases por accidente. Como forma de disculparse con Ai, Eita acepta acompañarla a un festival local como una cita. Durante la cita, Ai se revela como la amiga de la infancia de Eita, revelando que se conocieron hace 10 años en el kínder. Sin embargo, Eita no lo recuerda muy bien, además, para sorpresa de Eita, ellos también están comprometidos, durante su infancia hicieron una promesa que consiste en que se casarían en el futuro. El club es vuelto a abrir con la ayuda de Ai como miembro y asesora del club. | |                       |
| 10 | «las Reuniones para las preparaciones de un campamento de verano son un campo de batalla» «Natsu Gasshuku no Kaigi de Shuraba» (夏合宿の会議で修羅場) | 10 de marzo de 2013   |
| El club decide ir a la playa para su actividad de verano, razón por la cual Chiwa le pide a Eita que la acompañe a comprar un traje de baño, Masuzu al enterarse decide interferir la cita de Chiwa y Eita, haciendo hincapié en que ella es la novia de él, mientras tanto Ai y Himeka siguen a Eita en secreto, para así descubrir cuál es el compromiso que él tenía, terminando todo el grupo pasando tiempo juntos y realizando la misma actividad. En su camino de regreso a casa el grupo se topa con la tía de Eita, Saeko, quien pregunta a su sobrino cuál es la chica del grupo que le gusta más, en ese momento Masuzu se presenta como la novia de Eita, pero Saeko señala que la relación de ellos es en realidad una farsa. | |                       |
| 11 | «El entusiasmo la noche antes de un viaje es un campo de batalla» «Gasshuku Zen'ya no Wakuwaku wa Shuraba» (合宿前夜のワクワクは修羅場)               | 17 de marzo de 2013   |
| Los integrantes del club se reúnen en la casa de Eita justo después de toparse con Saeko para discutir una manera de costear el viaje a la playa del club, saeko al escuchar esto les propone la oportunidad de ahorrar dinero en el viaje por participar en un concurso de marketing para su nuevo juego, excluyendo intencionalmente a Masuzu, considerando solo a las otras tres chicas ya que son únicamente las chicas enamoradas de Eita las que tienen el derecho de participar y no ella ya que sus sentimientos por Eita son falsos al igual que su relación. Esa misma noche mientras eita platica con chiwa nota como Ai, Hime y Chiwa en estrechado lazos de amistad entre ellas excluyendo totalmente del cuadro a Masuzu. Reflexionando un poco se da a la tarea de intentar interesarse más en ella mientras reflexiona en cuales son los atributos de masuzu que realmente pueden ser llamativos para él, sacudido por la pregunta de Saeko en la cual le recriminaba como alguien como Eita tendría motivos para ser novio de alguien como ella. | |                       |
| 12 | «Lo Resultado al seguir un esquema es un campo de batalla» «Bōryaku no Ketsumatsu wa Shuraba» (謀略の結末は修羅場)                                    | 24 de marzo de 2013   |
| Eita y el resto del grupo del club parte en su tan esperado viaje de verano, durante el recorrido en el tren, Eita y Masuzu emprenden una infructuosa actuación para lograr que las demás chicas dejen de poner en duda su relación, sin éxito aparente, una vez llegado a su destino el grupo de chicas se dedica a entrenar para el concurso, más tarde Eita y Masuzu platican de cómo desarrollar una manera de convencer a las chicas definitivamente de que su falsa relación es verdadera, llegando a la conclusión de que un beso frente a ellas denotaría una relación realmente cercana, consientes del gran impacto que causara en las chicas Masuzu le da la oportunidad a Eita de decidir sin ninguna presión si participara o no, Eita pese a todo está decidido a participar pero es interrumpido por un buen gesto de las chicas hacia Masuzu, al pasar esto Masuzu se da cuenta lo horrible que en verdad es y le dice a Eita que ella no puede ganar ese concurso y por ende una vez vuelvan a casa ella lo liberara, luego entra en depresión, eita desconcertado ronda por la ciudad topándose con Mana, quien le cuenta como solía ser Masuzu, en la plática Eita se da cuenta de que el único que puede estar con Masuzu es quien pueda soportar sus mentiras, Su cómplice, el mismo. | |                       |
| 13 | «Sentimientos Honestos» «Shōjikina kimochi» (正直な気持ち)                                                                                            | 30 de marzo de 2013   |
| Tras las conclusiones a las que llega Eita en el capítulo anterior, el decide dirigirse a presenciar el concurso, llegando justo en el momento en el que este da inicio. las primeras en participar son Chiwa y Hime, declarando su amor por Eita frente al público durante su discurso, luego cuando llega el turno de Masuzu, ella en lugar de acatar las normas del concurso al pie de la letra decide dar disculpas al público ya que no merecía estar allí porque había terminado con su novio por ser una farsante, en ese momento Eita mientras se dirige al escenario a gritos comienza a negar que ella sea falsa, argumentando que aunque ambos son las peores personas que existen juntos y que aun así, ambos se merecen el uno al otro, confesándose a ella frente a todos los asistentes incluyendo las demás chicas, mientras comparten un beso en la boca, Eita involuntariamente eligió una ruta directa hacia el campo de batalla en lugar de hacia un harén. Más tarde Eita por consejo de Saeko quien le explica que para no quedar en este campo de batalla que el mismo había elegido debía hacer que las chicas le odiasen, razón por la cual trata de hacer que cada chica le odie, exceptuando a Masuzu para que su relación siga adelante. Mientras Eita intenta hacer que las chicas le odien, sin darse cuenta hace todo lo contrario, teniendo como resultado que las chicas decidan pelear por su amor a toda costa. El episodio se cierra con Eita en medio de Chiwa y Masuzu quienes se miran frente a frente mientras sonríen como rivales que enfrentan un largo camino por el amor de su chico amado. | |                       |